# CD-i

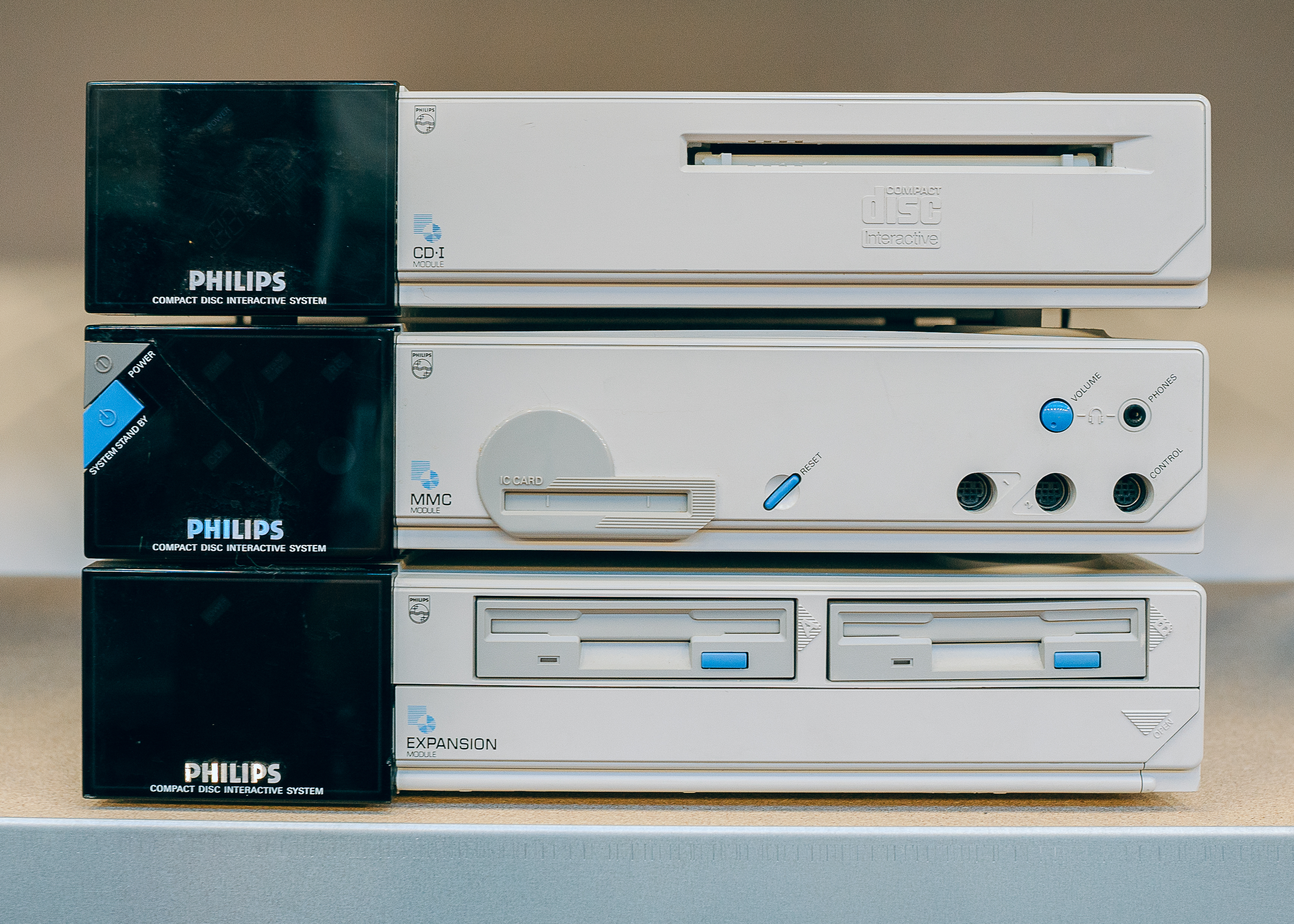
CD-i-prototyp från 1980-talet.

CD-i (eller Compact Disc Interactive), är en spelkonsol släppt oktober 1991 i USA respektive 3 december 1992 i Europa och är utvecklad av Philips för interaktiva CD-skivor (mest spel). Formatet blev aldrig någon kommersiell framgång. Konsolen såldes fristående av olika tillverkare, dock vanligen från Philips själva och förekommer till exempel i ministereomodell FW380i från Philips som såldes i en begränsad upplaga under 1995. De kopplades vanligen med RCA-kontakter till TV:n.
CD-i-projektet inleddes år 1987 för att från början bli ett alternativ till de då förhållandevis dyra och mer svåranvända persondatorerna. Tanken med projektet var att kunderna skulle kunna ha en billig multimediaenhet till TV:n. När konsolen lanserades 1991 hade den dock redan börjat halka efter i utvecklingen då datorerna både hade sjunkit i pris, fått bättre prestanda och även mer avancerade och lättanvända funktioner, såsom CD-spelare.
När Nintendo skulle vidareutveckla sin Super Nintendo-konsol i mittenbörjan av 1990-talet tog de hjälp av Philips och Sony där det var tänkt att en Nintendokonsol med CD-skivor istället för spelkassetter skulle tas fram. Samarbetet gick inte så bra och avslutades, och Nintendo tog istället fram sin N64 som fortsatte att använda spelkassetter, och Sony tog fram sin Playstation-konsol som använde CD-skivor, vilken blev en stor framgång.
I samband med detta fick Philips licenserna att tillverka spel i Zelda- och Super Mario-serierna. Dessa spel var till stor del uppbyggda av animerade filmsekvenser och hade i övrigt ganska primitiv grafik och uppbyggnad jämfört med de samtida spelen från Nintendo. Spelen mottogs dåligt av kritikerkåren och många fans vill inte kännas vid Zelda-spelen som riktiga delar av serien.
CD-i-konsolen var även den konsolen i samarbetet med sämst prestanda, vilket kan vara en annan förklaring till att den sålde dåligt. Den var dock vid framtagandet före sin tid inom vissa områden med bl.a. 14.4-modemuppkoppling med möjlighet till att kunna läsa E-post och surfa på enklare sidor.